# Blandede hold ved OL
Blandede hold med udøvere fra forskellige nationer på samme hold var tilladt under de tre første moderne olympiske lege. Den Internationale Olympiske Komité har i eftertid samlet disse holds resultater under benævnelsen mixed team (Blandede hold), med landskoden ZZX. Medaljer vundet af blandede hold sorteres under disse benævnelser, ikke under den enkelte udøvers nationalitet. Totalt har 17 medaljer blevet vundet af blandede hold. 

## Medaljeoversigt
| Blandede holds medaljer under de olympiske sommerlege | Blandede holds medaljer under de olympiske sommerlege | Blandede holds medaljer under de olympiske sommerlege | Blandede holds medaljer under de olympiske sommerlege | Blandede holds medaljer under de olympiske sommerlege | Blandede holds medaljer under de olympiske sommerlege |
| ----------------------------------------------------- | ----------------------------------------------------- | ----------------------------------------------------- | ----------------------------------------------------- | ----------------------------------------------------- | ----------------------------------------------------- |
| Nr.                                                   | Lege                                                  | Guld                                                  | Sølv                                                  | Bronze                                                | Totalt                                                |
| 1                                                     | Frankrig · Storbritannien                             | 2                                                     | 1                                                     | 1                                                     | 4                                                     |
| 2                                                     | Australien · Storbritannien                           | 1                                                     | 0                                                     | 1                                                     | 2                                                     |
| 2                                                     | Storbritannien · USA                                  | 1                                                     | 0                                                     | 1                                                     | 2                                                     |
| 4                                                     | Cuba · USA                                            | 1                                                     | 0                                                     | 0                                                     | 1                                                     |
| 4                                                     | Danmark · Sverige                                     | 1                                                     | 0                                                     | 0                                                     | 1                                                     |
| 4                                                     | Frankrig · Holland                                    | 1                                                     | 0                                                     | 0                                                     | 1                                                     |
| 4                                                     | Tyskland · Storbritannien                             | 1                                                     | 0                                                     | 0                                                     | 1                                                     |
| 8                                                     | Frankrig · USA                                        | 0                                                     | 2                                                     | 0                                                     | 2                                                     |
| 9                                                     | Egypten · Grækenland                                  | 0                                                     | 1                                                     | 0                                                     | 1                                                     |
| 9                                                     | Storbritannien · Spanien · USA                        | 0                                                     | 1                                                     | 0                                                     | 1                                                     |
| 11                                                    | Bøhmen · Storbritannien                               | 0                                                     | 0                                                     | 1                                                     | 1                                                     |